# Heinrich Graetz
Heinrich Graetz (Xions, Poseni Nagyhercegség, 1817. október 31. – München, 1891. szeptember 7.) német zsidó tudós, történetíró.
Középiskolai tanulmányait Oldenburgban végezte, ahol Samson Raphael Hirsch vezetése alatt zsidó teológiai tudományokkal is foglalkozott. Filozófiai tanulmányait a boroszlói egyetemen végezte. 1854-től haláláig a boroszlói zsidó-teológiai szeminárium, 1870-től ezzel párhuzamosan az ottani egyetem tanáraként működött. Fő műve a Geschichte d. Juden von denältsten Zeiten bis auf die Gegenwart (Lipcse 1853–1875. 12 kötet). 
- Érdekesség, hogy a művet magyar nyelvre is lefordították a 20. század elején, napjainkban pedig már a világhálón is elérhető a fordítás: Heinrich Graetz: A zsidók egyetemes története I–VI. (szerk. Szabolcsi Miksa), Phönix Irodalmi Részvénytársaság, Budapest, 1906–1908 (elektronikus kiadás:  Archiválva 2016. március 4-i dátummal a Wayback Machine-ben,  Archiválva 2016. március 4-i dátummal a Wayback Machine-ben,  Archiválva 2016. március 4-i dátummal a Wayback Machine-ben,  Archiválva 2016. szeptember 19-i dátummal a Wayback Machine-ben,  Archiválva 2016. március 5-i dátummal a Wayback Machine-ben,  Archiválva 2016. szeptember 19-i dátummal a Wayback Machine-ben)

Egyéb alkotásai közül nevezetesebb: 
- Gnosticismus u. Judenthum (Krotoschin 1846);
- Frank u. die Frankisten (Boroszló 1868);
- Kohelet, od. der Salomonische Prediger (Lipcse 1881);
- Schir-Haschirim od. das Salamon. Hohe Lied (Bécs 1873);
- Kritischer Kommentar zu den Psalmen (Boroszló 1882-83, 2 köt.);
- Emendationes in pleros Santae Scripturae V. T. libros (a művet halála után Bacher Vilmos adta ki, Boroszló 1892 kövv.).

Graetz Münchenben hunyt el 1891. szeptember 7-én. Testét Boroszlóban temették el.